# Сафронов Кирило Олексійович
Кирило Олексійович Сафронов (рос. Кирилл Алексеевич Сафронов; 26 лютого 1981, м. Ленінград, СРСР) — російський хокеїст, захисник. Майстер спорту.
Вихованець хокейної школи СКА (Санкт-Петербург). Виступав за СКА (Санкт-Петербург), «Квебек Ремпартс» (QMJHL), «Спрингфілд Фалконс» (АХЛ), «Фінікс Койотс», «Чикаго Вулвз» (АХЛ), «Атланта Трешерс», «Мілвокі Адміралс» (АХЛ), «Локомотив» (Ярославль), «Хімік» (Воскресенськ), ХК ВМФ (Санкт-Петербург), «Нафтохімік» (Нижньокамськ), «Сибір» (Новосибірськ), «Югра» (Ханти-Мансійськ), «Лада» (Тольятті), ХКм «Зволен», «Амур» (Хабаровськ).
В чемпіонатах НХЛ — 35 матчів (2+2).
У складі молодіжної збірної Росії учасник чемпіонатів світу 1999 і 2000. У складі юніорської збірної Росії учасник чемпіонату світу 1999.
Досягнення
- Володар Кубка Колдера (2002, 2004)
- Переможець молодіжного чемпіонату світу (1999), срібний призер (2000).